# Liste der Naturdenkmale in Güglingen
| Naturdenkmale | Anzahl |
| ------------- | ------ |
| FND           | 5      |
| END           | 9      |
| Gesamt        | 14     |

Die Liste der Naturdenkmale in Güglingen nennt die verordneten Naturdenkmale (ND) der im baden-württembergischen Landkreis Heilbronn liegenden Stadt Güglingen. In Güglingen gibt es insgesamt vierzehn als Naturdenkmal geschützte Objekte, davon fünf flächenhafte Naturdenkmale (FND) und neun Einzelgebilde-Naturdenkmale (END).
Stand: 31. Oktober 2016.

## Flächenhafte Naturdenkmale (FND)
| Name                                              | Bild | Kennung     | Einzelheiten | Position | Fläche Hektar | Datum         |
| ------------------------------------------------- | ---- | ----------- | ------------ | -------- | ------------- | ------------- |
| Feuchtgebiet „Am unteren Eibensbacher Weg“        | BW   | 81250380012 | Güglingen    | ⊙        | 0,7           | 18. Juli 1986 |
| Feuchtgebiet „Kreuzwiesen“                        | BW   | 81250380001 | Güglingen    | ⊙        | 0,7           | 18. Juli 1986 |
| Feuchtgebiet Lohwiesen                            | BW   | 81250380014 | Güglingen    | ⊙        | 1,5           | 18. Juli 1986 |
| Heerstraßen-Hohle                                 | BW   | 81250380013 | Güglingen    | ⊙        | 0,6           | 18. Juli 1986 |
| Schilfsandsteinbruch „Hinter der Steinbruchgrube“ | BW   | 81250380015 | Güglingen    | ⊙        | 1,2           | 18. Juli 1986 |
| Legende für Naturdenkmal                          |      |             |              |          |               |               |

## Einzelgebilde (END)
| Name                           | Bild | Kennung     | Einzelheiten                                          | Position | Fläche Hektar | Datum         |
| ------------------------------ | ---- | ----------- | ----------------------------------------------------- | -------- | ------------- | ------------- |
| Baumgruppe am Friedhofseingang | BW   | 81250380003 | Güglingen                                             | ⊙        | 0,0           | 18. Juli 1986 |
| 1 Linde                        | BW   | 81250380004 | Güglingen                                             | ⊙        | 0,0           | 18. Juli 1986 |
| 1 Linde                        | BW   | 81250380005 | Güglingen                                             | ⊙        | 0,0           | 18. Juli 1986 |
| 1 Linde                        | BW   | 81250380007 | Güglingen                                             | ⊙        | 0,0           | 18. Juli 1986 |
| 1 Linde                        | BW   | 81250380008 | Güglingen                                             | ⊙        | 0,0           | 18. Juli 1986 |
| 1 Linde                        | BW   | 81250380009 | Güglingen                                             | ⊙        | 0,0           | 18. Juli 1986 |
| 1 Mostbirnbaum                 |      | 81250380002 | Güglingen Nicht mehr in der LUBW-Datenbank vorhanden. | ⊙        | 0,0           | 18. Juli 1986 |
| 1 Roßkastanie                  |      | 81250380011 | Güglingen                                             | ???      | 0,0           | 18. Juli 1986 |
| 3 Mammutbäume                  | BW   | 81250380010 | Güglingen                                             | ⊙        | 0,0           | 18. Juli 1986 |
| Legende für Naturdenkmal       |      |             |                                                       |          |               |               |